# اسلتر (لوئیزیانا)
اسلتر (به انگلیسی: Slaughter) شهری در ایالت لوئیزیانا کشور ایالات متحده آمریکا است که جمعیت آن در سرشماری سال ۲۰۱۰ میلادی، ۹۹۷ نفر بوده‌است.